# Isothrix negrensis
Isothrix negrenis är en gnagare i familjen lansråttor som förekommer i norra Sydamerika. Populationen infogades fram till 2003 som synonym i Isothrix bistriata. Skillnaden mellan arterna består i de genetiska egenskaperna samt i några anatomiska detaljer.
Arten når en kroppslängd (huvud och bål) av 20,3 till 29,2 cm och en svanslängd av 18,2 till 27,1 cm. Viktuppgifter saknas. De flesta hår på ovansidan har gulbruna och olivbruna avsnitt och några hår är svarta vad som ger ett spräckligt utseende. Öronen är vanligen ljusbruna. På undersidan förekommer ockra till ljusbrun päls. Svansens främre del har samma färg som bålens ovansida och resten är svartaktig. Jämförd med Isothrix bistriata är den ljusa fläcken bakom varje öra större men den ljusbruna fläcken på hjässan är däremot mindre.
I lever i Amazonområdet i Brasilien väster om Manaus samt i angränsande områden av sydöstra Colombia. Habitatet utgörs av regnskogar som tidvis översvämmas.
Inga hot för beståndet är kända. Isothrix negrenis listas av IUCN som livskraftig (LC).